# 特救指令ソルブレイン
『特救指令ソルブレイン』（とっきゅうしれいソルブレイン）は、1991年1月20日から1992年1月26日までテレビ朝日系列で、毎週日曜8時 - 8時30分（JST）に全53話が放送された東映制作の特撮テレビドラマ。

## 概要

### 特徴
「メタルヒーローシリーズ」の第10作目。前作の『特警ウインスペクター』に次ぐレスキューポリスシリーズの第2作である本作品は、『ウインスペクター』の続編として制作された作品。前作のレギュラーであった正木本部長が引き続き登場したり、番組中盤にて『ウインスペクター』のメンバーがゲスト出演するなどといった展開が見られ、番組後半からは『ウインスペクター』の主人公であった香川竜馬がセミレギュラーとして再登場した。
設定面では前作の基本的な部分を踏襲しつつ、女性キャラクターを追加してのメンバーごとの役割の分化やよりリアル感のある強化スーツや装備のデザイン、大型救助母艦の導入など、新たな要素を導入していく試みがなされている。演出面では、ソルドーザーのクローラー変形時のアニメーションにCGが導入されている。
その一方でドラマ面は前作以上に刑事ドラマとしてのカラーが強まることとなり、「命だけでなく人の心も救う」と設定され、犯罪者側の背景や動機が重視されているため、戦闘よりも事件の捜査に割かれる時間が長い。犯人や被害者が死亡したり、また本来はごく普通の市民でありながら、悪人あるいは社会的事情によって追い詰められ止むに止まれず罪を犯して逮捕されるなど、悲劇的な結末を迎えるエピソードも多い。最終話ではハッピーエンドとは言い難い結末を迎え、本作品のドラマ性を象徴するものとなった。

## あらすじ

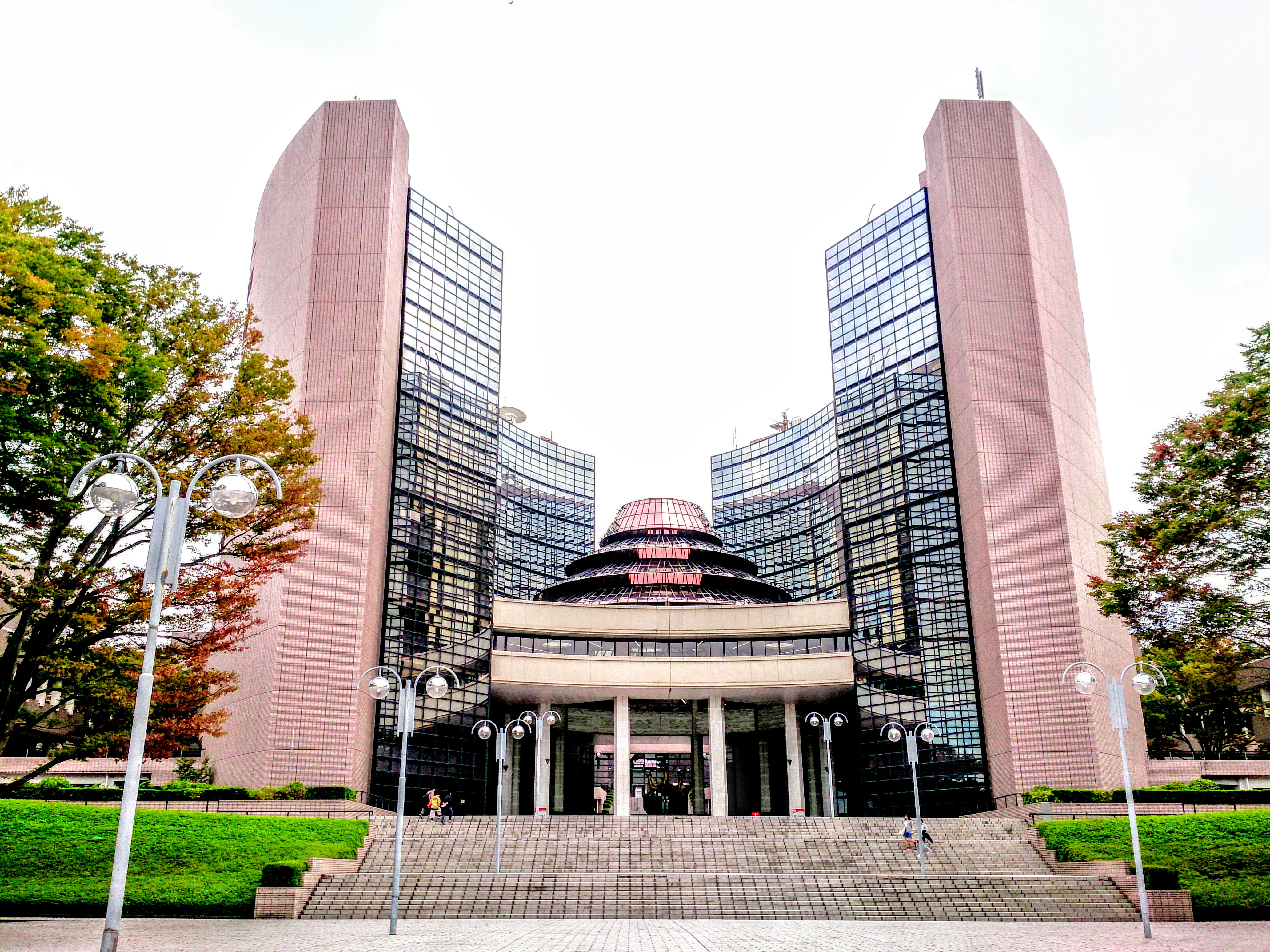
主人公たちの本部の外観として、屋外の撮影に使用された日本工学院八王子専門学校研究棟

犯罪が高度化した時代。人の命と心を救うために、自らの青春を賭けて立ちあがった若者たちがいた。それが特装救急警察である！（オープニングナレーションより）
警視庁特別救急警察隊ウインスペクターはICPOの要請を受け海外にその活動の場を移した。ウインスペクター本部長・正木俊介は、かつての事件を教訓にし人の命を犯罪から救うだけでなく、犯罪者の心をも救うための新たなレスキューポリスを誕生させた。それが特装救急警察ソルブレイン（略称SRS）である。

## 登場人物

### 特装救急警察ソルブレイン
西尾 大樹（）
行動隊部の隊長で警視正の24歳。血液型はB型。
アメリカへの留学中にFBIで訓練を受けた。ソリッドスーツ（ヘビータイプ）をプラスアップし、凶悪犯罪者や困難な災害現場に挑む。
頭脳明晰、スポーツ万能、そして強い正義感と優しい心を兼ね備えているが、心無い人間に対してはたとえ上官であっても熱くなる一面もあり、理由を何も知らなかったとはいえ、子供に化けたメサイアを撃とうとした竜馬とは対立してまで止め、正体を知ってからも結果的にメサイアを破壊することは出来なかった。このように、人間でもロボットでも犯罪者の心を救うことに対しては誰よりも心血を注いでおり、冷徹になり切れない性格は刑事としての欠点とも言えるが、正木本部長からは高く買われており、竜馬にもその点を認められたことにより、ギガストリーマーを竜馬から直接託された。
ソリッドスーツ量産化によるSRS解散後、教官として、大阪に異動。
ソルブレイバー
西尾大樹がソリッドスーツ・ヘビータイプを装着した姿。
耐熱性は4,200℃、耐冷性は－270度、耐圧性は1平方cmあたり6.5トン。パワーは大樹の35〜50倍で、15秒間だけ150倍のフルパワーが出せる。
胸部には探査装置ウィザードサーチャーが装備されており、使用時に眼前へと展開する。テスト用のプロトスーツも存在し、こちらはブレイバー以上の性能を持つが活動時間は2分短く、しかも装着者への負担が大き過ぎることから不採用となった。酸素濃度を高めることで肉体への負担を軽減し、装着時間を延ばすレスピレーターがマスク部に内蔵されている。クラステクター同様ヘルメットのロックを解除するとスーツの機能が停止する。
- マスクのデザインはパーツ数が多く、当時のヒーローとしては挑戦的なものであった。東映プロデューサーの堀長文は初見で驚いたといい、バンダイで玩具開発を担当していた野中剛も当時物議を醸したことを証言している。アクション監督の山岡淳二はこのデザインを気に入っており、将来の救助装備として存在しうるものと評価していた。スーツアクターを務めた横山一敏は、マスクや足が重くて苦労した旨を語っている。

樋口 玲子（）
行動隊部の隊員で警視の22歳。
通常は刑事として情報収集を行っているが、医師としての技術も備えており、ソリッドスーツ（ライトタイプ）をプラスアップして災害現場での負傷者の応急処置などに活躍する。
優しい性格だが、ピンチに対しても諦めない頑張り屋。
9年前の少女時代、幼なじみの桐生一也の父・桐生靖春が無実の罪で警察に逮捕された現場に居合わせており、その際、後の上司である正木とも出会っている。
ソリッドスーツ量産化によるSRS解散後、教官として、名古屋に異動。
- レスキューポリスシリーズ3部作中で唯一の女性のスーツ装着者である。

ソルジャンヌ
樋口玲子がソリッドスーツ・ライトタイプを装着した姿。主な任務は、事件・事故発生時の怪我人の救護活動。僅かではあるが、格闘を行ったシーンも存在する。
右腰に装着されたホルスターに、メディカルスキャナーなどの救護・治療メカを装備している。メディカルスキャナーの計測データは、胸部のプロテクターに内蔵されたコンピュータを通じてヘルメットに電送され、開閉式のゴーグル（バイザー）に表示される。
通常は、顔面の上部のみをゴーグルで覆った状態で任務にあたるが、有毒ガスが充満している場所などで活動する場合は、顔面の下部にレスピレーターの内蔵されたフェイスガードを装着する。フェイスガードは、装着時以外は胸部プロテクターの前部に装備している。
上述の活動が主目的として制作されたため、ソルブレイバー（ソリッドスーツ・ヘビータイプ）ほどの機構は装備されていないプロテクターのようなものとなっているが、装着者の力を約2.5 - 3倍に高め、最大15mジャンプできる能力が備わり、走行時の速度はオリンピック選手に匹敵する。スーツの総重量は約10kgだが、簡略化されたメカノケミカル・アクチュエーターが内蔵されており、スーツ装着者の身体的負担が軽減されている。耐熱温度：1,800℃、耐冷温度：-150℃、耐圧性能：5t/cm2。

ソルドーザー
行動隊部隊員であるバリアブル・レスキュー・ドロイド。階級は警部。みんなからは「ドーザー」と呼ばれ親しまれている。
ソリッドスーツ以上の厚い装甲を持ち、大規模災害での救助活動に活躍する。消火ビームを発射する消火ノズル、強力ライト、ウインチを装備。右手にドリルアームを左腕に大型のハサミ型特殊アタッチメントアークウエルダーを装着可能。
さらに地上走行形態ドーザークローラーにも変形が可能である。耐熱温度は4,000℃、耐寒温度は-270℃。クローラーのドリルとバケットは、ダイヤモンドの5倍の硬度を誇るジルコナイト56製。
温厚な性格で言葉使いも丁寧だが、陰惨な事件に対しては感情的になることもある。成長チップを内蔵しているため、人間の感情を理解することができ、産まれたばかりなこともあり好奇心旺盛で何にでも興味を持ち、パトロール中に亀吉とはぐれてしまうこともあるが、地域の子供たちからは非常に人気者で、よく解決した事件を話したりして交流を深めたりしている。また、意外にも車を運転するのが夢で、「隣に彼女を乗せて（高速）道路をぶっ飛ばす」のが夢と語っている。
当初は変形に対し、「自分はやっぱり人間じゃないんだ」と姿が変わってしまう変形に拒絶反応を示したが、正木に「変形しても心まで変わるわけではない」と諭され、ドーザークローラーへ変形することに自信を持った。
ソリッドスーツ量産化によるSRS解散後、東京に残留。
- ドーザークローラーに変形するシーンでは、フルCGが使われた。

増田 純（）
行動隊部の隊員で警部補の22歳。
主に事件現場での捜査を任務としており、事件の調査や犯人追跡が主な任務。災害発生時には災害を優先する大樹たちに代わり、避難誘導や犯人たちを確保することも多い。
血気盛んで少々慌て者。大樹と玲子にとっては弟分でもある。終盤では専用の覆面車を与えられた。
ソリッドスーツ量産化によるSRS解散が決まった際は、自分はまだ半人前だからと教官になることに不安を覚えていたが、玲子の説得を受けて決心し、教官として、九州に異動。

戸川 亀吉（）
第2話で技術開発部に配属された25歳の警部。愛称は亀さん。
明るく陽気な性格のメカニック担当。主にソルドーザーのサポートを務め、事件の犯行に使われたメカの解説などを行う。
ソルドーザーとは常に行動を共にする大の仲良しで、人間について勉強中のソルドーザーの付き添いで一緒に街で聞き込みなどもしてはいるが、本来は技術職なのもあって刑事のようには行かず、どこか遊び半分な面もあり、初期は好奇心からパトロール中にうろちょろするソルドーザーを見失ったり、後半には昼寝していたこともあった。
ソリッドスーツ量産化によるSRS解散後は、ソルドーザー共々東京に残留した。
- 初期のオープニングでは「戸田亀吉」と誤って表記されていた。

矢沢 武（）
母艦部のキャプテンで警視正の27歳。
SS-I オペレーターチームを率い、SS-Iのメインパイロットを担当する。
警察大学では大樹の先輩で、兄弟のような間柄。

相川 みどり（）
情報担当官で警視。
スーパーコンピュータークロス8000を使った情報収集の連絡を主な任務とする。

正木 俊介（）
本部長で警視監の42歳。
ICPOへ向かったウインスペクターに代わる新たなレスキューポリスとして、特装救急警察ソルブレインを組織した。隊長の最終選考には10名ほどが残り、その中には第8話でブレイバーのプロトスーツを盗み出した笹本や大樹の同期、岡山もいた。最終的に正木によって大樹を隊長として任命。
ソリッドスーツ量産化によるSRS解散後、警察庁において新組織の指揮を執る。

### ソルブレインの関係者
香川 竜馬（） / ファイヤー
インターポールに移籍したウインスペクターの隊長。24歳。
21話から23話にてバイクルとウォルターと共に秘密裏に日本に帰国し、NATOの諜報ロボット、「メサイア」を追跡した。その最中、子供に化けたメサイアを撃とうとしたところを何も知らない大樹に遭遇してしまい邪魔される。メサイアの正体を話してソルブレインと協力体制を取るが、大樹とはメサイアへの処遇で終止対立してしまう。メサイアを誘きだして破壊しようとするも躊躇してしまい逆に反撃をくらって負傷。大樹にギガストリーマーを託したが、大樹もメサイアを撃てずに破壊は失敗。だが、大樹の優しさに触れたメサイアは改心し、人気のない場所で自ら自爆した。メサイアが改心したそれを見て自分が持つよりも大樹の方がふさわしいと、ギガストリーマーを正式に大樹に託して日本を去った。
そして34話より、高岡とOg9を追うために再び単身帰国。日本で最終調整をしていた新兵器こと新型ソリッドスーツ「ナイトファイヤー」となり、ソルブレインと共に高岡を追う。だが、あと一歩のところで高岡には逃げられてしまった。そこでICPOからの要請でSB本部にICPO日本支部を置き、SRSに協力しながら高岡を追うこととなる。そのため、帰国後も全く出ない回やナイトファイヤーのみ出る回も少なくない。
ナイトファイヤー
香川竜馬がソリッドスーツ（ヘビータイプ）を装着した姿。インターポールがSRS本部からの技術提供を受けて開発した、ブレイバーとほぼ同等の性能を誇る新型ソリッドスーツ。
- 首から下の装甲は黒を基調としたブレイバーの色違いであるが、頭部は新造のものである。

鶴岡 則夫（）
35歳。大樹たちのよく行く自転車店の店主。ツール・ド・フランスに出場した経験を持つ名選手で、現役引退後はロードレースのコーチとしても実績を残している。
熱血で男気があり、青葉台サイクルロードの地上げ事件では、かつての愛弟子の名誉と自らの正義感の間で苦悩しつつも、犯罪組織に立ち向かった。

鶴岡 浩（）
鶴岡の一人息子。10歳。母を亡くしているため、現在は父と2人暮らし。
鶴岡親子は第2話〜第18話までの登場。

### 犯罪者
高岡 隆一（）
第34話・第35話・第40話・第43話・第51話 - 最終話に登場。悪の天才科学者で27歳。高岡とは養子に出されてからの名で、旧姓は水谷。
パリ大学で研究職に就いていたが金属生命体Og9を開発した生物学教授のシャルル・ベルモン博士を殺害し、これを奪取。Og9を施した本間を伴って日本に舞い戻る。目的のためには手段を選ばない非情な男であり、自らの身体をコンピューターに直結させることでレーザーマシンガン、静電気放出装置、パーソナルバリア、記憶複写装置、立体映像といった人知を越えた驚異的な発明を次々と生み出し、さらには憎しみを増幅させるプログラムによって自らの内に眠る憎悪を強制的に引き上げていた。
初登場時は、両親が経営する会社を裏切り、両親を自殺へと追いやった元社員の中田への復讐を画策し、中田の息子である光夫を誘拐し復讐しようとするもSRSによって阻止される。中田への復讐を断念して以降は、目的をSRS打倒に変更、SRSが掲げる「人の命と犯罪者の心を救う」という使命を完全否定するために手の込んだ策略を持ってSRSに挑戦、純真な少年を催眠術で操った警官のパトカーで轢殺するなどメンバーらを心身共に追い詰めていき、終盤にかけてSRSの宿敵となっていく。
終盤では、自身と同じく父親を子供のころに殺され母親が心を病んだ青年・佐藤和也に、入院している母親の治療費を宛がうことで父親を殺した仲井とその家族に復讐をさせようとするも、佐藤に裏切られ、ナイフで腹部を刺されて負傷する。高岡の罠に掛かり、身動きが取れなくなったブレイバーらを救出するため、正木が同乗したSS-Iが高岡のアジトである廃工場へ強行突入した直後に、覚悟を決めて服毒する。ブレイバー、ナイトファイヤー、正木の3人に追い詰められ、最期は自らの身体と直結させていたコンピューターを正木の銃撃で破壊され、自らの憎しみが消えることを恐れ自爆して果てる。その際、瞳孔は開いたままだった。数多くの犯罪者の心を救いながらも高岡の心だけは最後まで救えなかったことは、SRSの敗北を意味するものでもあった。
次作『特捜エクシードラフト』第47話の回想シーンで、本作品の最終回の映像が流用されている。
高岡の持つ懐中時計から流れるオルゴールの音色はエドヴァルド・グリーグの『ペール・ギュント』組曲2番「ソルヴェイグの歌」である。

## メカニック一覧

### 装備
ソリッドスーツ
クラステクターを元に新たに開発されたレスキュー活動用の強化装甲スーツ。鉄の15倍の強度で密度は5分の1である強化アラミド繊維製の布に、電磁波・放射能シールド材と衝撃吸収材を積層、さらに繊維強化サーメットチタニウム合金の外殻で覆った複合装甲。あらゆる災害現場での活動が可能で敵のいかなる攻撃も防御することができ、その性能はクラステクターよりも向上している。犯人逮捕や現場確保（障害物破壊、消火活動など）に特化したヘビータイプと被災者救助に特化したライトタイプが存在する。活動時間は30分とクラステクターより遥かに長くなった。
ソリッドスーツはソルギャロップやソルドレッカーの車内で装着され、この過程をプラス・アップと呼ぶ。

ソルインジケーター
ソリッドスーツ内に収められている特殊警察手帳。ソルブレイバーのものは黒、ソルジャンヌのものは赤。ソルブレイバー用は、スーツ装着時には左上腕部に収納されている。
特殊手錠カフスロックを内蔵している。通信機としても使用される。

ケルベロス-Δ（）
ソルブレイバーとナイトファイヤーの腰部分後部にセットされた可変式装備。光線銃として使えるショットモードと、三角形の二辺を回転させて伸ばした障害物の除去などに使用される特殊警棒のスラッシュモードの2種類の形態を持つ。名前のΔはショットモード時の形状（三角形）から。
ショットモードでは、標的を狙って放つケルベロスショットのほか、高圧電流を放つことも可能。
スラッシュモードでは、ブレード部に電磁波を発生させることで電磁ブレードとして使用でき、エネルギーを放出して周囲5メートルの物体を粉砕するケルベロススラッシュを放つ。
- デザインを担当した野中剛は、銃としてではなく未来のレスキューツールとしてデザインしたと述べている。

ボスワインダー
フック付き特殊カーボンファイバー製ロープを射出するツール。カートリッジ、特殊弾（救命パック弾、バリウム弾、磁性体弾、中和弾、高速炸裂弾）を装填することも可能。
ワイヤーの長さは50メートルで、先端の特殊粘着球で様々な素材に吸着させることができる。使用時は右腕に装着し、照準器がポップアップする。

ギガストリーマー
ウインスペクターのファイヤーが使用していた最強のレスキューツール。機能については特警ウインスペクター#ファイヤー専用を参照。
第21話で登場し、オーバーホールのためにソルブレイン技術開発センターに送られ、最終テストはソルブレイバーが行った。その際、ソルブレイバーはテスト中に反動が20Gを超え、25Gもの反動を受けて、吹き飛ばされてしまったほど。ギガストリーマーが登場した21話で「ファイヤーはマスターするのに2日かかり、隊長（ソルブレイバー）は1日だった」と言われた。
オーバーホールの完了後に竜馬が受け取る予定だったが、メサイヤ事件後の竜馬の判断でブレイバーに受け継がれ、ソルブレイン仕様となる。ソルブレイン仕様はウインスペクターの略称である「WSP」の文字の部分がソルブレインの略称である「SRS」に変更され、マキシムモードはマックスキャリバーのジョイント無しで使用可能となった。第29話では、一条アキラの手によって1/2程度にダウンサイジングされた複製ギガストリーマーの試作品が製造された。パイルトルネード登場以降は使用されなくなった。

パイルトルネード
技術開発部特殊装備班が開発したソルブレイバーとナイトファイヤーが使用するソルブレイン最強のレスキューツール。上下にピストン運動式の二門銃口を備えた大型銃火器。全長700mm、全重量28kg。その性能はギガストリーマー以上で、3つのモードを有する。第34話でナイトファイヤーが所持して持ってきた。第35話からソルブレイバーも使用。
スーパーディスチャージャー
モード1で使用。消火ビームを発射。
コーキングパンチャー
モード2で使用。ゲル状の粘着弾、化学接着剤、特殊フリージング弾を放つ。劇中では主に逃走しようとする犯人の足止めに使用された。
トルネードバースト
モード3で使用。ケルベロス-Δを合体させることで使用可能となる必殺技であり、プラズマエネルギー光球を毎秒40発発射。その威力はギガストリーマーマキシムモードの3倍であり、2人同時に放つと4倍となる。また、燃料入りドラム缶などの可燃物を「破壊せずに吹き飛ばして排除する」といった器用なことも可能。

### ソルジャンヌの専用装備
メディカルパック
ソルジャンヌの使用する応急ツール。脈や血圧などを測る他、消火ガス・消火ビームを発射可能なメディカルスキャナー、無針注射器のハイポガン、人工皮膚を兼ねる応急テープのセット。ジャンヌの右腰に装着されたホルスターに装備されている。

エアーマスク
火災現場などで酸素供給を行うマスク。

スタンバトン
ソルジャンヌの使用する特殊警棒。劇中で使用されたのは、第38話のみ。

### メカニック
ソルギャロップ
西尾大樹が運転するスーパーパトカー。水素燃料を用いた高性能ハイドロ・タービンエンジンを1基搭載し、摂氏4,000℃の耐熱力を持つ。遠隔操作での無人走行も可能。
ソルブレイバーにブラス・アップ後は変形し、ボンネットからフロントガラスを黒いフードに、そしてリヤタイヤも覆うようになる。劇中では変形シーンが描かれない。
ドアはガルウィング。
- ベース車輌はトヨタ・セラ。撮影用車輌は変形前後で共用となっており、変形後の前面は1枚成形のアクリル板を装着している。このアクリル板はお面工場の真空成形機を用いて制作されたが、お面と違い厚みがあったため制作時に成形機が故障してしまったという。
- 当時発売された玩具は、変形後のものが採用された（ソルドレッカーも同様）。バンダイの担当者であった野中剛は、変形を再現した玩具を発売できなかったのが心残りであると述べている。

ソルドレッカー
樋口玲子が運転するレスキューマシン。後部の荷台にソルドーザーが積み込まれる。一度だけ、ソルブレイバーも運転したことがある。
ソルギャロップと同様に摂氏4,000℃の耐熱力を備え、8.5トンの圧力でも壊れない頑丈さを誇る。ルーフには消火液やコーキング弾、溶解液などを放つ特殊ノズル、ボンネットにはレーザーパルス光線を放つエクスクルーザーを装備する。車内にはソルジャンヌへのプラスアップ機能が搭載。
- ベース車輌は初代トヨタ・エスティマ。

ナイトカスタム
ICPO日本支部付捜査官となった香川竜馬が運転する赤いスーパーパトカー。最高時速290キロ。ブラス・アップ用の装置を内蔵し、防御能力や探査機能など性能は極めて高いが、変形機能はない。
- ベース車はマツダ・RX-7（FC)。

ソリッドステイツ-I（）
高性能ハイドロ・タービンエンジンを2基搭載した超大型救助母艦で、コードネームは SS-I（）。
格納庫であるソリッドハンガーからわずか1分で発進し、地上走行と飛行が可能。ケミカルディスチャージャーや投下式消火弾を用いた大規模火災の消火を始め、人命救助やほかのレスキューカーの運搬で活躍する。上部ラダーの内部がマシンの通路となっており、ラダーを下ろして滑り台のような状態にしてソルギャロップを発進させる。ソルドレッカーは機体右側面のハッチを引き出しのようにスライドさせて発進させる。また、オートコントロール機能による自動操縦も可能。
第25話で、基地から事件の現場になる岩手のコンビナートまでの移動時間が30分ということで、同乗した博士を驚かせていた。
- デザインモチーフは消防車である。ミニチュアは、ABS樹脂製の大型モデルと玩具の木型から製作したキャスト製の2種類が存在する。主にアップシーンでは前者、ソリッドハンガー内のシーンでは後者が用いられた。

市販車型ウインスコード
メサイア事件において、香川竜馬が使用した自動車。外見は一般の乗用車と変わらないが以前のウインスコード同様に竜馬がファイヤーに着化するための機能が搭載されている。ベース車はキャデラック・エルドラド1979年型。

正木用覆面パトカー
正木が使用する覆面車。ベース車はマツダ・ルーチェ5代目 4ドアハードトップ・ブラウン→マツダ・ペルソナ（グレイスフルレッドマイカ）

SS-I隊員用ワゴン
SS-I隊が乗るワゴン車。

ヘリコプター
正木本部長専用。初期のエピソードで現場への移動に使用された。

## キャスト
主演の中山幸一は本作品が初主演であり、番組終了後のインタビューでは慣れる前に終わってしまったと述べている。前作主人公である香川竜馬の登場については、やりづらさを感じることはなく演じる山下優が入って楽しくなったと述べており、山下も前作では同性・同年代の共演者がいなかったため、本作品では中山がいることで安心感を得ていたと語っている。
※各話のゲストについては放映リストを参照。
- 西尾大樹 / ソルブレイバー：中山幸一
- 樋口玲子 / ソルジャンヌ：森みつえ
- 特救本部長 正木俊介：宮内洋
- 増田純：井浦秀智
- 戸川亀吉：小野寺充（2 - ）
- 矢沢武：河合要
- 鶴岡則夫：立川三貴（2・4・18）
- 鶴岡浩：冨田晋寛（2・4・18）
- 相川みどり：入江まゆこ（1 - 3）
- 香川竜馬 / ファイヤー→ナイトファイヤー：山下優（21 - 23・35 - 53）
- S.S.-I乗組員：的場耕二、石田武司、岩田時男、高橋恵美子、今井喜美子
- クロスの声、高岡隆一：寺杣昌紀

### 声の出演
- ソルドーザー：加藤精三（2 -）
- ソリッドハンガー指令：篠田薫（1 - 4）
- ナレーター：桑原たけし

### スーツアクター
- ソルブレイバー：横山一敏[38][12]、岩田時男[38]
- ソルジャンヌ[38]：高橋恵美子
- ソルドーザー[38]：菊地寿幸
- ナイトファイヤー（アップ）[39][40]：前田浩
- ナイトファイヤー（アクション）[40][41]：岡元次郎

## スタッフ
脚本陣には前作に引き続いて杉村升・高久進・宮下隼一ら刑事ドラマにも多数関与している面々、それに扇澤延男らが名を連ねている。
演出陣は前作から引き続き小西通雄・小笠原猛・三ツ村鐵治のほか、堀長文プロデューサーと長い付き合いの蓑輪雅夫が、シリーズ初参加ながらパイロット監督を務め上げた。またこれらベテランに混じり、本作品では石田秀範が当時29歳の若さで監督デビューを果たしている。
音楽担当には前々作より挿入歌の作曲として関わってきた瑞木薫を起用。東映の特撮テレビシリーズの劇伴作曲家としては初の女性作家の登板となった。
キャラクターデザインには、クレジットされている篠原保のほか、同じくクラウドの伊藤淳も参加している。
- プロデューサー：宇都宮恭三・梶淳（テレビ朝日）、堀長文（東映）
- 原作：八手三郎
- 連載：テレビマガジン、たのしい幼稚園、てれびくん、テレビランド
- 脚本：杉村升、増田貴彦、扇澤延男、鷺山京子、山田隆司、宮下隼一、高久進、鈴木康之、浅附明子、石山真弓
- 監督：蓑輪雅夫、小西通雄、小笠原猛、三ツ村鐵治、新井清、石田秀範
- アクション監督：山岡淳二、村上潤（ジャパン・アクション・クラブ）
- 音楽：瑞木薫
- 撮影：瀬尾脩、小泉貴一
- 照明：吉岡伝吉
- 美術：宮国登
- 録音：太田克己
- 編集：菅野順吉
- 選曲：金成謙二
- 効果：大泉音映
- 操演：羽鳥博幸
- 計測：小泉貴一、岡部正治、臼木敏博
- 記録：深沢いづみ、甲斐哲子
- 造型：前澤範
- キャラクターデザイン：篠原保[注釈 5]、伊藤淳[注釈 6][注釈 7]
- 助監督：石田秀範、谷口昌史、中川洋次
- 進行主任：東正信、奈良場稔
- 製作担当：沼尾和典
- 製作管理：須田啓一、服部栄子、服部馨代
- 企画協力：企画者104
- 装置：東映美術センター、紀和美建
- 美粧：サン・メイク
- 衣裳：東京衣裳
- キャラクター製作：レインボー造型企画
- 装飾：大晃商会
- 合成：映画工房
- 現像：東映化学
- カースタント：タケシレーシング
- 車輌協力：MAZDA、スズキ株式会社、鶴岡レーシング
- CG制作：バンプレスト、スタジオ・デュース
- 特撮研究所
  - 操演：鈴木昶、尾上克郎
  - 撮影：高橋政千
  - 照明：林方谷
  - 美術：佛田洋
- 特撮監督：矢島信男
- 制作：テレビ朝日、東映、ASATSU

## 主題歌
オープニングテーマ「特救指令ソルブレイン」
作詞：大津あきら / 作曲：鈴木キサブロー / 編曲：矢野立美 / 歌：宮内タカユキ / コーラス：森の木児童合唱団
- 前作『ウインスペクター』の主題歌よりも重厚な雰囲気を感じたが、爽やかさのある歌詞であったため、そこを維持しつつ、メリハリを付けて歌ったという。サビで「ソルブレイン」とタイトルを歌う箇所は、前作『ウインスペクター』とはまた異なり、その前のコーラスを受けて、ソルブレインに呼びかけるように歌ったという。それに対して「BURNIN'」は「俺がソルブレインだ！」のようなつもりで思い切り叫んだという。

エンディングテーマ「愛に抱かれて」
作詞：大津あきら / 作曲：鈴木キサブロー / 編曲：矢野立美 / 歌：宮内タカユキ / コーラス：森の木児童合唱団

挿入歌
「レスキューアクション 心を救え！」
作詞：八手三郎 / 作曲・編曲：根岸孝旨 / 歌：沢崎靖英
第16、25、36話にてインストゥルメンタル版が使用された。
「ファイティング・ソルマシン」（第31、33、36話）
作詞：杉村升 / 作曲：瑞木薫 / 編曲：大堀薫 / 歌：宮内タカユキ
第41話に加え次作の『特捜エクシードラフト』の新番組予告にてインストゥルメンタル版が使用された。
「母艦ソリッドステイツ-1」（第25、51話）
作詞：鷺山京子 / 作曲・編曲：大堀薫 / 歌：宮内タカユキ
第15、22、24、30、34、35、最終話にてインストゥルメンタル版が使用された。
「プラス・アップ!」（第34話）
作詞：秋谷銀四郎 / 作曲：工藤崇 / 編曲：大堀薫 / 歌：古怒田健志
第22話にてインストゥルメンタル版が使用された。
「明日への絆」（第42、51話）
作詞：大津あきら / 作曲：亀山耕一郎 / 編曲：大堀薫 / 歌：宮内タカユキ
第16、24、34、35、37、41話にてインストゥルメンタル版が使用された。
「ハートはダイヤモンド」
作詞：大津あきら / 作曲：亀山耕一郎 / 編曲：根岸孝旨 / 歌：沢崎靖英
「心に冒険を」（第18、33、51話）
作詞：大津あきら / 作曲：信田かずお / 編曲：百石元 / 歌：宮内タカユキ
第27、35、44話にてインストゥルメンタル版が使用された。
「出動!ソルブレイン」（第16、34話）
作詞：秋谷銀四郎 / 作曲：瑞木薫 / 編曲：百石元 / 歌：宮内タカユキ
「前へ出ろ!」
作詞：榊原マサオ / 作曲：吉実明宏 / 編曲：岡田正浩 / 歌：宮内タカユキ
第40話にてインストゥルメンタル版が使用された。
「傷ついた地球のために〜生命のメカ・パイルトルネード〜」
作詞：田久保真見 / 作曲：鴨井学 / 編曲：有澤孝紀 / 歌：沢崎靖英
「君もソルブレイン」
作詞：平出よしかつ / 作曲：瑞木薫 / 編曲：岡田正浩 / 歌：宮内タカユキ
「忘れるな君も」
作詞：ひりき徹 / 作曲：高垣薫 / 編曲：有澤孝紀 / 歌：古怒田健志
挿入歌（前作からの流用）
「夢もひとつの仲間たち」（第21話）
「レッツゴー!ファイヤースコード」（第21話）
「ジャスト・ギガストリーマー」（第21話）
「炎は未来へ」（第21話）
「太陽の勇者ファイヤー」
第35話にてインストゥルメンタル版が使用された。

## 評価
視聴率は前作と比べると平均12.2%と若干下がり、玩具販売においては前作比60%と苦戦を余儀なくされ結果、ゲスト出演を経てのファイヤーのレギュラー化、SS-I の活躍シーンの縮小など後半での変化をもたらすこととなった。

## 放送日程
| 放送日         | 放送回 | サブタイトル                 | ゲスト登場人物、使用メカなど | 脚本              | 監督       |
| -------------- | ------ | ---------------------------- | --- | ----------------- | ---------- |
| 1991年01月20日 | 1      | 東京上空SOS                  | - 稲垣博士（演：小野進也） - 稲垣一夫（演：多賀啓史） - バイオコンピュータA320（声：河合義雄） | 杉村升            | 蓑輪雅夫   |
| 1月27日        | 2      | 爆襲エスパー姉妹             | - 牧村竜造（演：小林勝彦） - 牧村エミ（演：高橋美樹） - 牧村ルミ（演：細井正美） - 水沢ユカ（演：本名陽子） - ESP9 | 杉村升            | 蓑輪雅夫   |
| 2月03日        | 3      | 父は天使か怪物か             | - 渋沢博士（演：高橋利道） - 八田（演：高橋広司） - 田代巡査（演：斎藤志郎） - 田代敬太（演：橋本光成） - 原生アメーバー | 杉村升            | 小西通雄   |
| 2月10日        | 4      | 夢のゲームソフト             | - 佐野由紀夫（演：海津亮介） - 佐野の手下（演：清水一彦） - 青山電機役員（演：篠原大作） - 青山電機研究員（演：今井耕二） - 体感ゲームコンピューター - ゲームマシンの怪物の声（声：西尾徳、篠田薫） - 産業廃棄物ジュロンS                                                  | 杉村升            | 小西通雄   |
| 2月17日        | 5      | 怪人がくれた勇気             | - 怪人ボンド / 市川光一（演：石山律雄） - 九条安彦（演：田村円） - 山口直人（演：工藤彰吾） - 直人の母（演：池田のり子） - 雑賀由美（演：吉田真弓） - 未来食品 - 半獣人 | 増田貴彦          | 小笠原猛   |
| 2月24日        | 6      | バクダンと落語家             | - 金円亭金太 / 石丸信一郎（演：三遊亭金時） - 石丸重子（演：谷本小夜子） - 熊谷一家 - 熊谷半次（演：大山豊） - 照一（演：岡田裕司） - 徳子（演：佐武彩也子） | 扇澤延男          | 小笠原猛   |
| 3月03日        | 7      | 人間再生マシーン             | - 牧野陣五郎（演：上田忠好） - 牧野マサル（演：三宅顕三） - 連続企業爆破犯 - 河西（演：笠原弘宣） - 佐伯（演：寺田裕二） - 人間再生装置 - 電波吸収塗料 | 鷺山京子          | 三ツ村鐵治 |
| 3月10日        | 8      | 消えた強化スーツ             | - 笹本勝彦（演：春田純一） - 岡山守（演：藤井裕士） - プロトスーツ | 山田隆司          | 三ツ村鐵治 |
| 3月17日        | 9      | 父と娘の赤い絆               | - 神崎栄三（演：石濱朗） - 早瀬美穂（演：工藤裕美） - 神崎恵子（演：五十嵐五十鈴） - 神崎茜（演：小林祐子） - 黒田（演：五野上力） - 特殊血液Rhマイナス・AB-N凝集系 | 宮下隼一          | 小西通雄   |
| 3月24日        | 10     | わしら純情放火団             | - 須藤正明（演：志村要） - 桜木賢蔵（演：河合弦司） - あけぼの社社員（老人放火団） - 岡田松太郎（演：今西正男） - 飯島等（演：佐伯赫哉） - 阿部清（演：三重街恒二） - 瀬川牛吉（演：依田英助）                                                                             | 扇澤延男          | 小西通雄   |
| 3月31日        | 11     | 愛と復讐の挽歌               | - 桐生靖春教授（演：山本寛） - 桐生一也（演：佐藤裕） - 真柴三兄弟 - 真柴洋（演：益田哲夫） - 由起（演：速水悠乃） - 敦（演：岡元次郎） - 沼田勝一（演：高品剛） - 森沢（演：加藤久仁郎） - 少年時代の一也（演：原田幸一） - 少女時代の玲子（演：田村美穂） - バイオローズ | 増田貴彦          | 小笠原猛   |
| 4月07日        | 12     | 誕生！新ドーザー             | - 岡島三郎教授（演：入江正徳） - 吉田誠一（演：森篤夫） - 吉田恵子（演：松尾晶代） - 吉田由美（演：宮岡弥生） - 田所（演：溝口舜亮） - キヨ（演：山本緑） - 民子（演：曽我部夫佐子） - お母さんロボット                                                                    | 杉村升            | 小笠原猛   |
| 4月14日        | 13     | 殺人プレイバック             | - 広沢洋一（演：坂井徹） - 医師（演：酒井郷博） - 松本（演：柳沢紀男） - 夢コントロールマシン | 杉村升            | 新井清     |
| 4月21日        | 14     | 愛を呼ぶ銃弾                 | - 影山巡査（演：脇田茂） - 影山信之（演：田鍋圭助） - 美容院店主（演：青柳文太郎） - 牧丘真一（演：川本俊一） | 山田隆司          | 新井清     |
| 4月28日        | 15     | 人形は平和の使者             | - 篠崎（演：左右田一平） - 田口（演：宇治正高） - 津山（演：塩山誠司） - 坂巻（演：長瀬敏彦） - 人形マリア | 高久進            | 小西通雄   |
| 5月05日        | 16     | 母艦S.S.-I消失               | - 笠原誠一（演：小林勝也） - 笠原亮介（演：鎌手宣行） - 誘導電波装置 - 分子間凝縮装置 | 杉村升            | 小西通雄   |
| 5月12日        | 17     | 手錠のままの脱走             | - 永田哲也（演：阪本良介） - 岩城剛造（演：竜咲隼人） | 宮下隼一          | 小笠原猛   |
| 5月19日        | 18     | 明日へ走る自転車             | - 柳田（演：中村孝雄） - 柳田の手下（演：新堀和男、川口仁） - 竹内（演：甲斐道夫） - 竹内義彦（演：酒井一臣） - 新型爆薬 | 鷺山京子          | 小笠原猛   |
| 5月26日        | 19     | 亀ちゃんと探偵娘             | - 井上一二三（演：友愛里） - 矢部隆教授（演：岡野耕作） - 谷内九一（演：本宮晃） - 林研究員（演：郷田ほづみ） - 分子活性化装置 | 扇澤延男          | 石田秀範   |
| 6月02日        | 20     | 涙の手錠を打て！             | - デビッド・コスギ（演：中田譲治） - リー・ウォン・コスギ（演：綿貫絵美子） - 如月大吉郎議員（演：加地健太郎） - 如月光雄（演：板倉竜馬） - 中島順治（演：佐々木秀志） - 奥田智子（演：安藤麻由美）                                                                        | 山田隆司          | 石田秀範   |
| 6月09日        | 21     | 帰って来たWSP（PART-I）      | - メサイヤ（演：遊佐宙樹） - バイクル（声：篠田薫） - ウォルター（声：平井誠一） | 杉村升            | 三ツ村鐵治 |
| 6月16日        | 22     | 非情のファイヤー（PART-II）  | - メサイヤ - 松原（演：堀田真三） - 女性態（演：井上薫） - 藤波健三博士（演：熟田一久） - バイクル - ウォルター | 杉村升            | 三ツ村鐵治 |
| 6月23日        | 23     | 竜馬から大樹へ！（PART-III） | - メサイヤ(松原) - 藤波健三博士 - 松原トモコ - 松原ゆかり（演：皆川悠理） - バイクル - ウォルター | 杉村升            | 三ツ村鐵治 |
| 6月30日        | 24     | オオタカを救え！             | - 陽一（演：沢村健司） - 夏木圭子（演：田口萌） - 岩崎重夫（演：三島新太郎） - 平松茂（演：三浦貴臣） | 高久進            | 小西通雄   |
| 7月07日        | 25     | 巨大母艦応答せよ             | - 島野教授（演：石橋雅史） - 大気圧変換装置 | 杉村升            | 小笠原猛   |
| 7月14日        | 26     | 罠をしかけた刑事             | - 草野秋彦（演：木下敦仁） - 警視庁公安部長・木崎靖夫（演：山口嘉三） - 警視庁公安部・足立刑事（演:新岡良秋） - 森本刑事（演：山田博行） - 連続企業爆破グループ「5月のバラ」 - 末永久（演：斉藤彰） - 川村繁之（演：仲俣雅章） - 渡辺えり（演：川口あつこ）                | 扇澤延男          | 小西通雄   |
| 7月21日        | 27     | お話し植物の秘密             | - 手塚博士（演：久保忠郎） - 手塚智香子（演：百地千寿） - 松本功一（演：早坂直家） - 古賀（演：小山昌幸） - 吉野 - ネオレラ（声：高坂真琴） | 鷺山京子          | 小笠原猛   |
| 7月28日        | 28     | 急げ！命の母艦               | - 巽次郎（演：すのうち滋之） - 滝沢美由紀（演：福田有美子） - 美由紀の母（演：吉佐美聖子） - 人工血液 | 杉村升            | 三ツ村鐵治 |
| 8月04日        | 29     | 子供帝国の反乱               | - 一条アキラ（演：大西良和） - 一条博士（演：岸本功） - 野川教授（演：中川彰） - 中川（演：平工秀哉） - 関島（演：川口仁） - 刑事（演：町田幸夫） - 小型ギガストリーマー - 頭脳活性化装置                                                                                  | 山田隆司          | 三ツ村鐵治 |
| 8月11日        | 30     | 神様はつらいよ               | - 犬山タケヨシ（演：小野寺丈） - 犬山の兄貴分（演：佐藤信一） - 新興宗教はっぴぃかむかむ - 梅沢トミ（演：山本緑） - 梅沢の部下（演：高橋利道） - 梅沢の部下（演：桑原一人） - 海底作業用パワースーツ                                                                       | 扇澤延男          | 小西通雄   |
| 8月18日        | 31     | 彼女は夢の未来車             | - 南部光利（演：藤敏也） - 南部典子（演：夏目純子） - 椎名（演：工藤俊作） - T-01（声：むたあきこ） | 扇澤延男          | 小西通雄   |
| 8月25日        | 32     | 警官殺人を追え！             | - 田中英彦（演：永島和明） - 田中隼人巡査（演：影丸成樹） - 秋山捜査主任（演：関輝夫） - 平沼時夫（演：川口啓史） - 平沼信子（演：湯原弘美） - 平沼弘（演：大野顕寛） | 高久進            | 小笠原猛   |
| 9月01日        | 33     | 勇者が涙を流す時             | - 滝田公平（演：村上弘司） - 土井功介（演：広瀬匠） - 土井の手下 - 刀川博之（演：前田浩） - 小平和仙（演：村岡弘之） - 湯浅達雄（演：岩本祥太） - 公平の弟分の中学生 - （演：田中誠） - （演：菅原剛） - （演：福井利之） - 新型爆薬RX-54                                  | 宮下隼一          | 小笠原猛   |
| 9月08日        | 34     | 新英雄九州へ！I              | - 高岡隆一 - ボンバー本間 / 金属人間（演：ぶるうたす） - 中田一家 - 中田光夫（演：菅原有吾） - 中田専務（光夫の父）（演：加納健次） - 中田夫人（光夫の母）（演：外園まゆみ） - 金属生命体Og9                                                                               | 杉村升            | 小西通雄   |
| 9月15日        | 35     | 新英雄九州へ！II             | - 高岡隆一 - ボンバー本間 / 金属人間（演：ぶるうたす） - 中田一家 - 中田光夫（演：菅原有吾） - 中田専務（光夫の父）（演：加納健次） - 中田夫人（光夫の母）（演：外園まゆみ） - 金属生命体Og9                                                                               | 杉村升            | 小西通雄   |
| 9月22日        | 36     | 誘拐犯は隊長！               | - 木田博士（演：宮田光） - 江口恵子 - マインドコントロール装置 | 杉村升            | 三ツ村鐵治 |
| 9月29日        | 37     | 哀しいヒットマン             | - ヘンリー鳥羽（演：河合宏） - 若杉ありさ（演：青木秋美） - 孤児院院長（演：小寺大介） - 鮫島剛（演：川端槇二） - クローン | 宮下隼一          | 三ツ村鐵治 |
| 10月06日       | 38     | 死をささやく悪霊             | - リガの女 / 郡司亜子（演：来栖明子） - 村山洋介（演：小美野欽士） - 村山和美（演：吉川理恵子） | 高久進            | 小笠原猛   |
| 10月13日       | 39     | 夢を届けた宇宙人             | - 水野良平（演：水橋智） - 谷村宏二（演：岡本美登） - 中井哲夫（演：小峰裕一） - 川崎サトシ - サタンヘッド | 鷺山京子          | 小笠原猛   |
| 10月20日       | 40     | 英雄に罠をかけろ             | - 高岡隆一 - 今井浩二（演：大滝寛） - 静電気吸収装置 | 杉村升            | 三ツ村鐵治 |
| 10月27日       | 41     | 激突！高速マシン             | - デビッド式場（演：冷泉公裕） - 久我哲也（演：甲斐道夫） - 久我直也（演：田中雅和） - カスタムカー | 増田貴彦          | 三ツ村鐵治 |
| 11月10日       | 42     | グラブに誓う復讐             | - ケン・ナカタ（演：森田順平） - 遠山銀次郎代議士（演：相馬剛三） | 宮下隼一 鈴木康之 | 小西通雄   |
| 11月17日       | 43     | 二つの顔を持つ女             | - 高岡隆一 - 原島律子（演：河合亜美） - 古川美由紀（演：荒木ひとみ） - 記憶転写装置 | 杉村升            | 小西通雄   |
| 11月24日       | 44     | コソ泥と老博士               | - 庄村博士（演：名川貞郎） - 坂田収（演：遠藤靖） - 村瀬 - 島崎 - 超念動ヘッドギア | 扇澤延男          | 小笠原猛   |
| 12月01日       | 45     | 標的は小さな証人             | - 湯浅繁（演：白井晃） - 大野洋子（演：長谷川美佳） - 弓月ひろみ（演：勇しずか） | 宮下隼一 鈴木康之 | 小笠原猛   |
| 12月08日       | 46     | 天才瞬間製造器               | - 片山博士（演：高木均） - 西川（演：金子由之） - 能力開発装置 | 杉村升            | 三ツ村鐵治 |
| 12月15日       | 47     | 脱線！占い捜査隊             | - 荒井久夫（演：押切英樹） - 林田薫（演：山田香代） - 昌平（演：片桐順一郎） | 扇澤延男          | 三ツ村鐵治 |
| 12月22日       | 48     | 今日もいないパパ             | - 北山 / 怪物人間（演：大谷朗） - 北山ミツル（演：韮沢雄希） - 北山友子（演：五十嵐美鈴） - 黒木社長（演：郷田ほづみ） - 鳥井一郎博士（演：倉地雄平） - 超電磁波砲 - マインドコントロール音楽                                                                              | 鷺山京子          | 小西通雄   |
| 12月29日       | 49     | 大好き！悪い子               | - 柴田次郎教授（演：穂高稔） - 真理子（演：塙紀子） - 吉井義彦（演：長沼哲郎） - 良心増幅装置 | 杉村升 浅附明子   | 小西通雄   |
| 1992年01月05日 | 50     | 希望を生んだ魔犬             | - Mr・X（演：南雲祐介） - 岡本（演：石田新） - 関根（演：小山力也） - 細菌兵器 | 石山真弓 宮下隼一 | 小笠原猛   |
| 1月12日        | 51     | 特救・解散命令！             | - 高岡隆一 - 中井誠一（演：伊藤高） - 中井勇（演：田部井俊彦） - 記者（演：石田哲也、神谷まさひろ） - 立体映像 | 杉村升            | 小笠原猛   |
| 1月19日        | 52     | 特救・爆破命令！             | - 高岡隆一 - 中井誠一 - 中井勇 - 佐藤和也（演：高岡成兆） - 誠一の妻（演：谷村慶子） - 事務員（演：高橋和恵） - 時限爆弾 | 杉村升            | 小西通雄   |
| 1月26日        | 53     | また逢う日まで               | - 高岡隆一 - 中井誠一 - 中井勇 - 佐藤和也 - 誠一の母 - 和也の母（演：高木麻紀） - 医者（演：五野上力） - 看護婦（演：志田邦子） - 憎しみのプログラム | 杉村升            | 小西通雄   |

## 主な放映ネット局
| 放送対象地域  | 放送局             | 系列                                         | 備考               |
| ------------- | ------------------ | -------------------------------------------- | ------------------ |
| 関東広域圏    | テレビ朝日         | テレビ朝日系列                               | 制作局             |
| 北海道        | 北海道テレビ       | テレビ朝日系列                               |                    |
| 青森県        | 青森放送           | 日本テレビ系列                               | 1991年9月まで      |
| 青森県        | 青森朝日放送       | テレビ朝日系列                               | 1991年10月開局から |
| 岩手県        | 岩手放送           | TBS系列                                      |                    |
| 宮城県        | 東日本放送         | テレビ朝日系列                               |                    |
| 秋田県        | 秋田放送           | 日本テレビ系列                               |                    |
| 山形県        | 山形放送           | 日本テレビ系列                               |                    |
| 福島県        | 福島放送           | テレビ朝日系列                               |                    |
| 新潟県        | 新潟テレビ21       | テレビ朝日系列                               |                    |
| 長野県        | テレビ信州         | 日本テレビ系列                               | 1991年3月まで      |
| 長野県        | 長野朝日放送       | テレビ朝日系列                               | 1991年4月開局から  |
| 山梨県        | テレビ山梨         | TBS系列                                      |                    |
| 静岡県        | 静岡けんみんテレビ | テレビ朝日系列                               |                    |
| 石川県        | 石川テレビ         | フジテレビ系列                               | 1991年9月まで      |
| 石川県        | 北陸朝日放送       | テレビ朝日系列                               | 1991年10月開局から |
| 福井県        | 福井放送           | 日本テレビ系列 テレビ朝日系列                |                    |
| 中京広域圏    | 名古屋テレビ       | テレビ朝日系列                               |                    |
| 近畿広域圏    | 朝日放送           | テレビ朝日系列                               | [ 注釈 10 ]        |
| 島根県 鳥取県 | 山陰放送           | TBS系列                                      |                    |
| 広島県        | 広島ホームテレビ   | テレビ朝日系列                               |                    |
| 山口県        | 山口放送           | 日本テレビ系列                               |                    |
| 香川県 岡山県 | 瀬戸内海放送       | テレビ朝日系列                               |                    |
| 愛媛県        | テレビ愛媛         | フジテレビ系列                               |                    |
| 高知県        | テレビ高知         | TBS系列                                      |                    |
| 徳島県        | 四国放送           | 日本テレビ系列                               |                    |
| 福岡県        | 九州朝日放送       | テレビ朝日系列                               |                    |
| 長崎県        | 長崎文化放送       | テレビ朝日系列                               |                    |
| 熊本県        | 熊本朝日放送       | テレビ朝日系列                               |                    |
| 大分県        | テレビ大分         | フジテレビ系列 日本テレビ系列                | [ 注釈 11 ]        |
| 宮崎県        | テレビ宮崎         | フジテレビ系列 日本テレビ系列 テレビ朝日系列 |                    |
| 鹿児島県      | 鹿児島放送         | テレビ朝日系列                               |                    |

## 他媒体展開

### 映像ソフト化
特記のない限り、いずれも発売元は東映ビデオ。
- ビデオ（VHS、セル・レンタル共通）は以下の3巻がリリースされている。
- ヒーロークラブ（全1巻）
- 『特救指令ソルブレイン 1 出動!スーパーレスキューポリス』：1991年5月24日発売。第8話の再編集版。
- SVS（スーパービデオセレクション、全2巻）発売元：バンダイメディア事業部
  - 『特救指令ソルブレイン レスキューポリス大作戦!』：1991年4月24日発売。本作品の第1話・第2話に加え、前作『特警ウインスペクター』の第48話・最終話を元に再編集したもので、ウインスペクターからソルブレインの引き継ぎを兼ねた内容となっている。
  - 『特救指令ソルブレイン 帰って来たスーパー刑事!』：1991年7月24日発売。第21話 - 第23話の再編集版。
- DVDは2010年10月21日から2011年2月21日に全5巻が発売された。テレビシリーズ全話の初ソフト化であり、2巻までが10話、3巻以降が11話収録。また最終巻には、次回作であるエクシードラフトの新番組予告も収録されている。

### CS放送・ネット配信
CS放送
- 東映チャンネル
  - 2006年5月 - 11月（「GO!GO!ヒーローズ」枠）
  - 2008年5月 - 11月（「アンコールアワー」枠）
  - 2013年6月 - 12月
  - 2015年9月 - 2016年3月（いずれも「メタルヒーロータイム」枠）

ネット配信
- 東映特撮 YouTube Official
  - 2012年7月16日 - 2013年1月13日
  - 2014年6月9日 - 12月14日
  - 2018年10月28日 - 2019年5月5日
- 東映特撮ニコニコおふぃしゃる
  - 2020年6月3日 - 2021年6月2日

### 漫画作品
せいの秀一
『てれびくん』1991年連載。せいの秀一は前作『ウインスペクター』の漫画作品も執筆している。
相原和典
『テレビランド』1991年連載。相原和典はレスキューポリスシリーズ3作品全ての漫画作品を執筆している。
こいしさとし
次作『特捜エクシードラフト』の『てれびくん』版の最終決戦に、ウインスペクターとともに登場。詳しくは特捜エクシードラフト#漫画作品を参照。

### ゲーム作品
ファミリーコンピュータ用ソフト「特救指令ソルブレイン」
1991年10月26日にエンジェルより発売された。内容は横スクロールアクションゲームで、開発元はナツメ。ファミコンゲームとなったメタルヒーローは本作品のみ。
ファミコンの海外版である Nintendo Entertainment System 用にはジャレコを発売元として「シャッターハンド」(en:Shatterhand) というタイトルで、同年の11月に欧州で、12月に北米で発売された。『特救指令ソルブレイン』とは主人公の設定やグラフィックが全く別もので、プラスアップ演出の追加（シャッターハンドではデモ画面でアニメーション）や、一部の面構成（およびステージボス）などにも違いがある。また、システム面でも難易度面が多少下げられている。